# 费县故城遗址
费县故城遗址，位于山东省临沂市费县上冶镇古城村、宁国庄，1992年6月12日公布为山东省文物保护单位，2013年3月5日公布为第七批全国重点文物保护单位。